# اختیار معرفة رجال
اختیار معرفه رجال(عربی:اختیار معرفه الرجال) کتابی تألیف شیخ طوسی در زمینه علم رجال است. این کتاب برگزیده‌ای از کتاب رجال کشی است.

## مولف
ابو جعفر محمد بن حسن طوسی، فقیه، محدّث، رجالی، مفسّر، متکلّم و محقّ شیعه - ملقب به شیخ الطائفه - در سال ۳۸۵ هجری در منطقه طوس خراسان به دنیا آمد. شیخ طوسی در دوران جوانی به درجه اجتهاد رسید و کتاب تهذیب الاحکام را در این دوره و با پیشنهاد استادش، شیخ مفید تألیف کرد. وی پنج سال شاگردی شیخ مفید کرد. بعد از مرگ شیخ نزد شاگرد او سید مرتضی حاضر شد و ۲۳ سال تلمذ کرد.
سید مرتضی علم الهدی به سال ۴۳۶ درگذشت و پس از وی شیخ طوسی مرجع شیعه شناخته شد. ترکان سلجوقی در سال ۴۴۷ با استفاده از ضعف آل بویه - که شیعه مذهب بودند - به بغداد حمله کردند و با اشغال آن حکومت آل بویه را برانداختند. طوسی تا سال ۴۴۸ در بغداد بود و مجلس درس خود را در همان شهر تشکیل داد اما در سال ۴۴۸ به سبب حمله طغرل به بغداد و انقراض آل بویه بر آزار و اذیت شیعیان توسط اهل سنت و سلجوقیان افزوده شد.

## ویژگی‌ها
از چهار کتاب رجالی مشهور شیعه، سه کتاب متعلق به شیخ طوسی است که عبارتند از :۱-فهرست ۲-رجال ۳-اختیار معرفه الرجال. کتاب اختیار معرفه الرجال برگزیده و منتخبی از کتاب «معرفةالناقلین یا معرفة الرّجال ابو عمرو محمد بن عمر بن عبدالعزیزکشّی» ـ رجالی شیعه در قرن چهارم هجری ـ می‌باشد. محدث نوری کتاب رجال کشی را همان اختیار معرفه الرجال شیخ طوسی می‌داند. محققان، انگیزه نگارش تهذیب رجال کشی توسط شیخ طوسی را وجود غلط‌های بسیار در آن دانسته است.
این کتاب سومین اثر رجالی شیخ طوسی به شمار می‌رود که اصل این کتاب به کشی یکی از دانشمندان شیعه تعلق دارد. این کتاب را شیخ طوسی در سال ۴۵۶ هق به صورت گزینش‌هایی از کتاب کشی برای شاگردان خود املا کرده است. در نسخه باقی مانده از کتاب مجموعاً ۱۱۱۵ حدیث رجالی وجود دارد که در خلال آن ۵۱۵ نفر از اصحاب و معاصران امامان شیعه معرفی شده‌اند.